# 臺北東區商圈
臺北東區商圈，是位於臺灣臺北市的商圈，由於臺北西區強勢崛起，西區的消費成長非常迅速，人潮和商機已經轉移到西門町、台北站前商圈和南西商圈。該商圈泛指在忠孝東路四段附近以遠東SOGO百貨、頂好名店城、明曜百貨等商場為中心的區域，早年也被稱為頂好商圈；範圍則在復興南路以東、光復南路以西、市民大道以南、仁愛路以北。
由於西門町為主的西區商圈的快速崛起，再加上租金高漲等諸多因素，使東區商圈許多店鋪紛紛熄燈歇業，呈現沒落的情況。

## 東區與西區

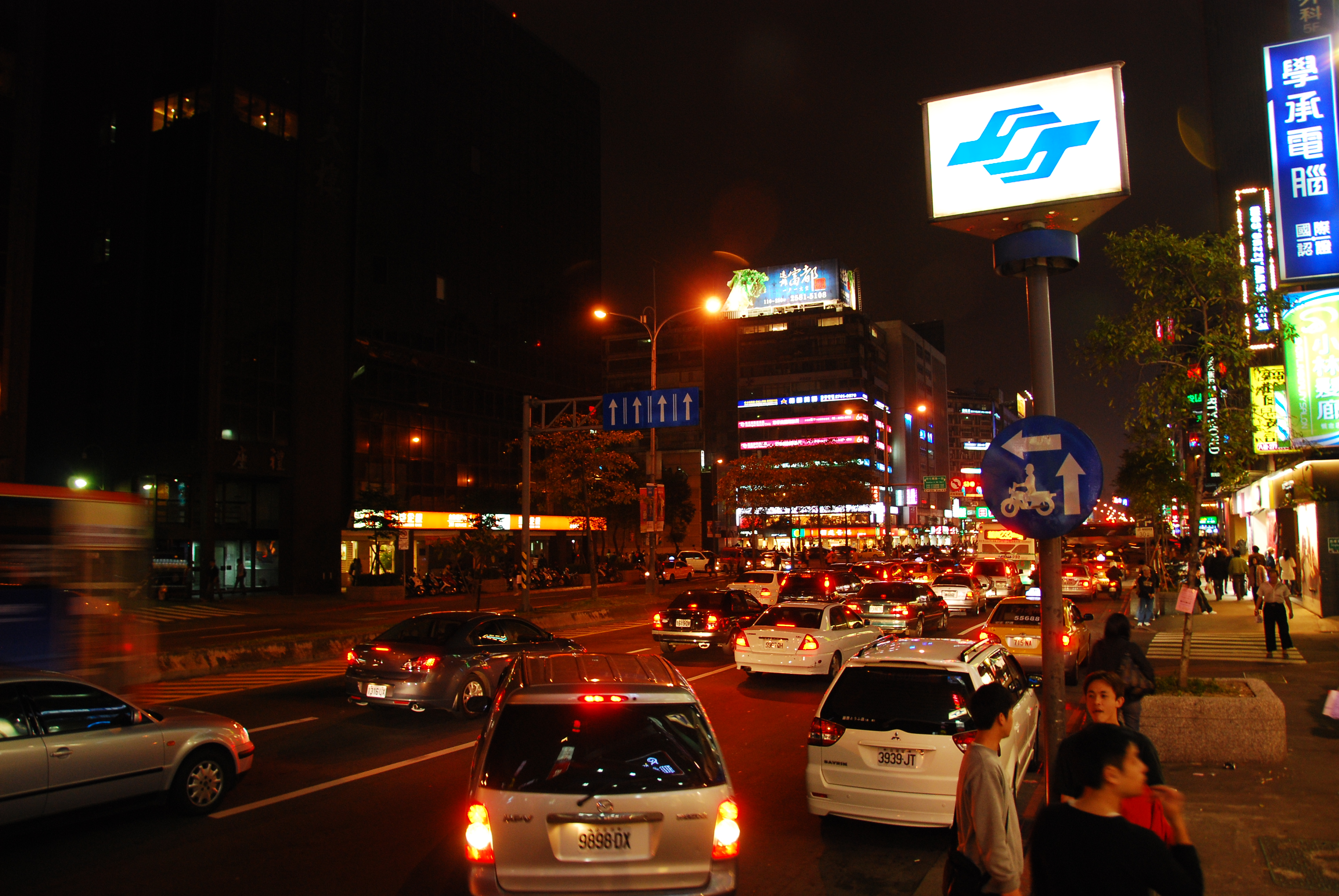
忠孝東路帶動了臺北東區發展，可說是東區最重要的幹道。

東區商圈並非一開始就是臺北市的鬧區，在臺灣清治時期及臺灣日治時期時，此處都還是一片稻田，甚至荒野。但到了1960年代之後至今，隨著忠孝東路及臺北捷運的陸續興闢，東區才有如麻雀變鳳凰般一躍成為臺北市的新興商業重鎮，與發展較早的臺北站前商圈、西門町等商圈並駕齊驅。此外，對於喜愛在臺北東區逛街的人，社會還曾給這個消費族群起了個名號「東區新人類」。
柯文哲市府上台後，提出「東區門戶計畫區」的開發計畫，臺北市「東區」的概念遂擴大為指涉臺北市東側的市區，例如信義商圈、南港等地，不再僅止於東區商圈。在此定義中，「東區」的相對概念為站前商圈、西門町、博愛特區（首都核心區）、南西商圈等地組成的「西區」。

## 發展歷程
就臺北的發展史來看，東區商區成為臺北市的商業都心之一，不過是1980年代中葉以後的事情。臺灣清治時期臺北的開發主要著重於三市街的艋舺、大稻埕及臺北城內（即今中華路、中山南路、愛國西路及忠孝西路圍起的區塊）而已。日本領臺時，市區的開發雖然向東擴張，但是大致上止於堀川（今新生南北路）。而今天東區一帶，在當時不過是一大片的未開發農地。
1945年日本投降中華民國政府接收臺灣，臺北市大致上延續舊有規劃，但在1949年底第二次國共內戰結束後開始有了轉變。由於200餘萬的中國大陸軍民跟隨中華民國政府遷來臺灣，許多外省移民官僚在臺北的中央政府上班，而日本人遷走後留下的房屋及宿舍有限；此後又由於主要的大專院校及工作機會皆在臺北市或近郊，造成眾多的中臺灣、南臺灣民眾開始北上求學、工作，使臺北市的人口快速增加，西區開始出現飽和或過度擁擠的現象，加上淡水河阻擋了臺北市向西的發展，因此大批的新舊市民開始遷往當時甚少開發的東區。
1967年臺北市人口突破100萬人，升格為直轄市。當時為配合市政的大幅建設，臺北市政府遂開始進行第一期四年工務建設計劃，開闢通往郊區的基礎交通幹道。忠孝東路即為當時往東區修築的幹道，後來成為省道臺5線北基公路的重要路段。一直到1970年代中期以前，忠孝東路四段沿線還是一片綠油油的稻田，仍是郊區的鄉村景觀。在1970年代以後忠孝東路三、四段陸續通車後，帶動了整個東區的發展，沿線許多商圈興起，使得東區逐漸取代了當時相對擁擠的西區，而成為臺北新興商業中心。後隨著附近信義計畫區的開發及臺北捷運板南線的完工通車，更加速了東區的蓬勃發展。

## 重要景點

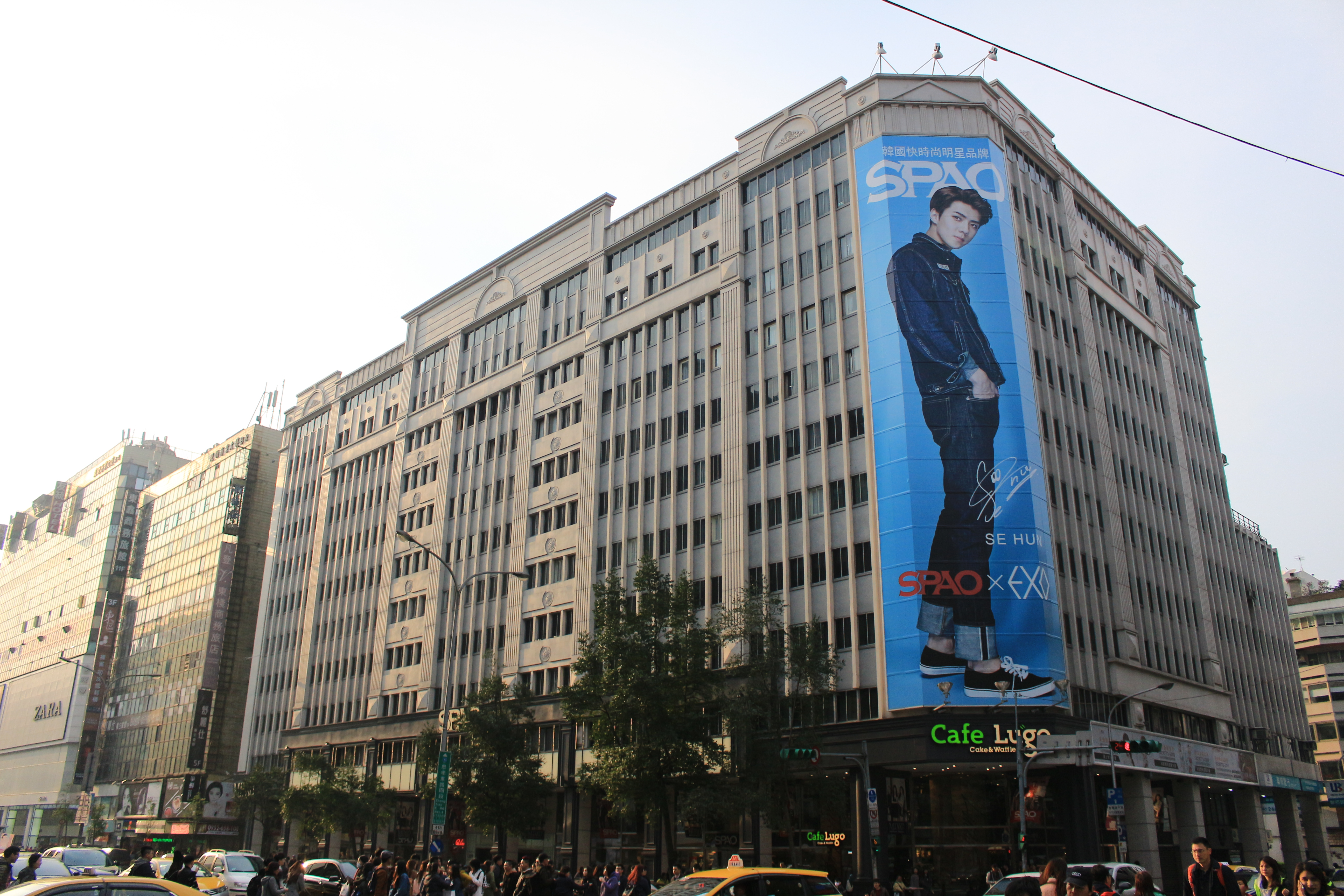
2016年的華新大樓（1-2F曾為微風忠孝）

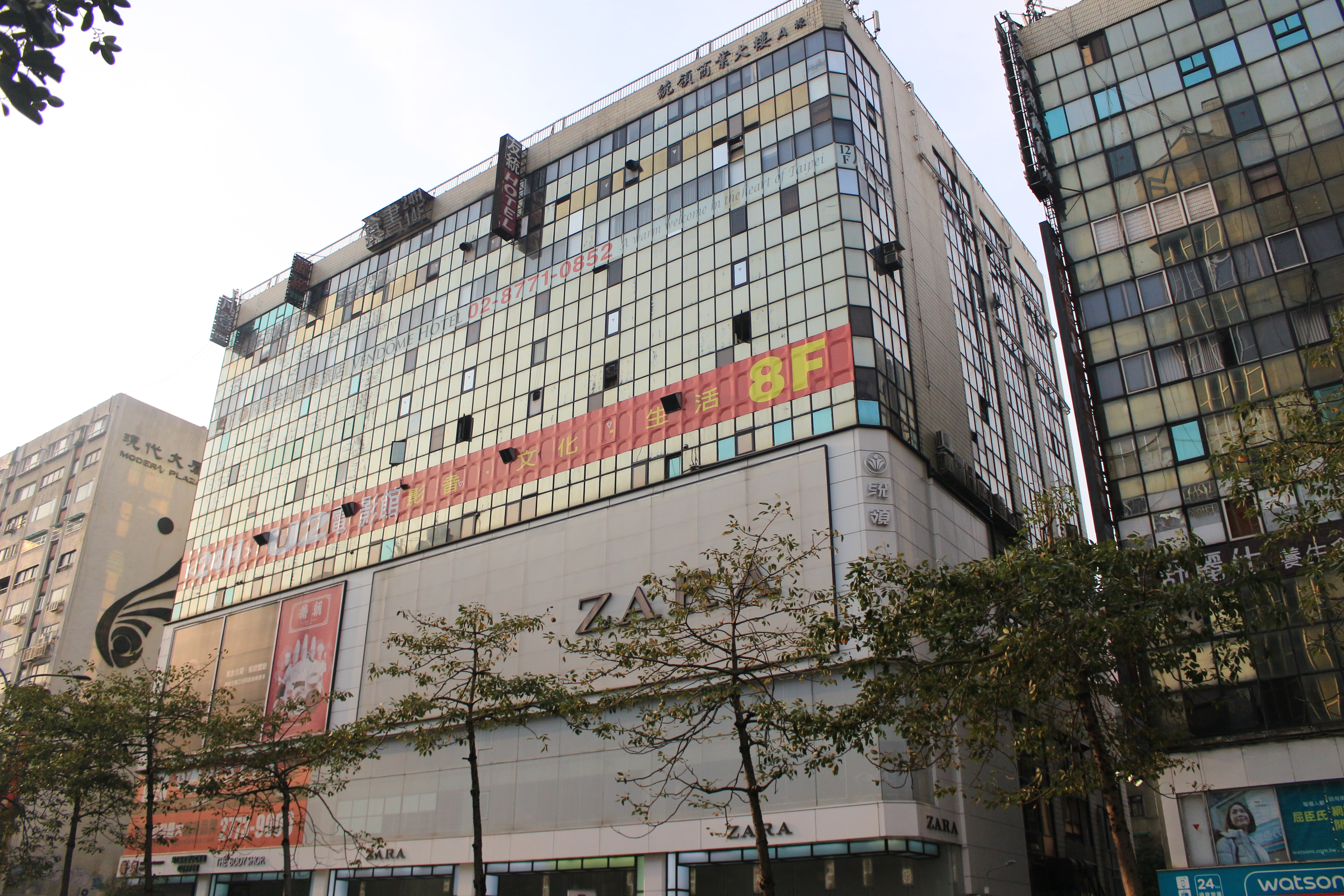
統領商業大樓A棟

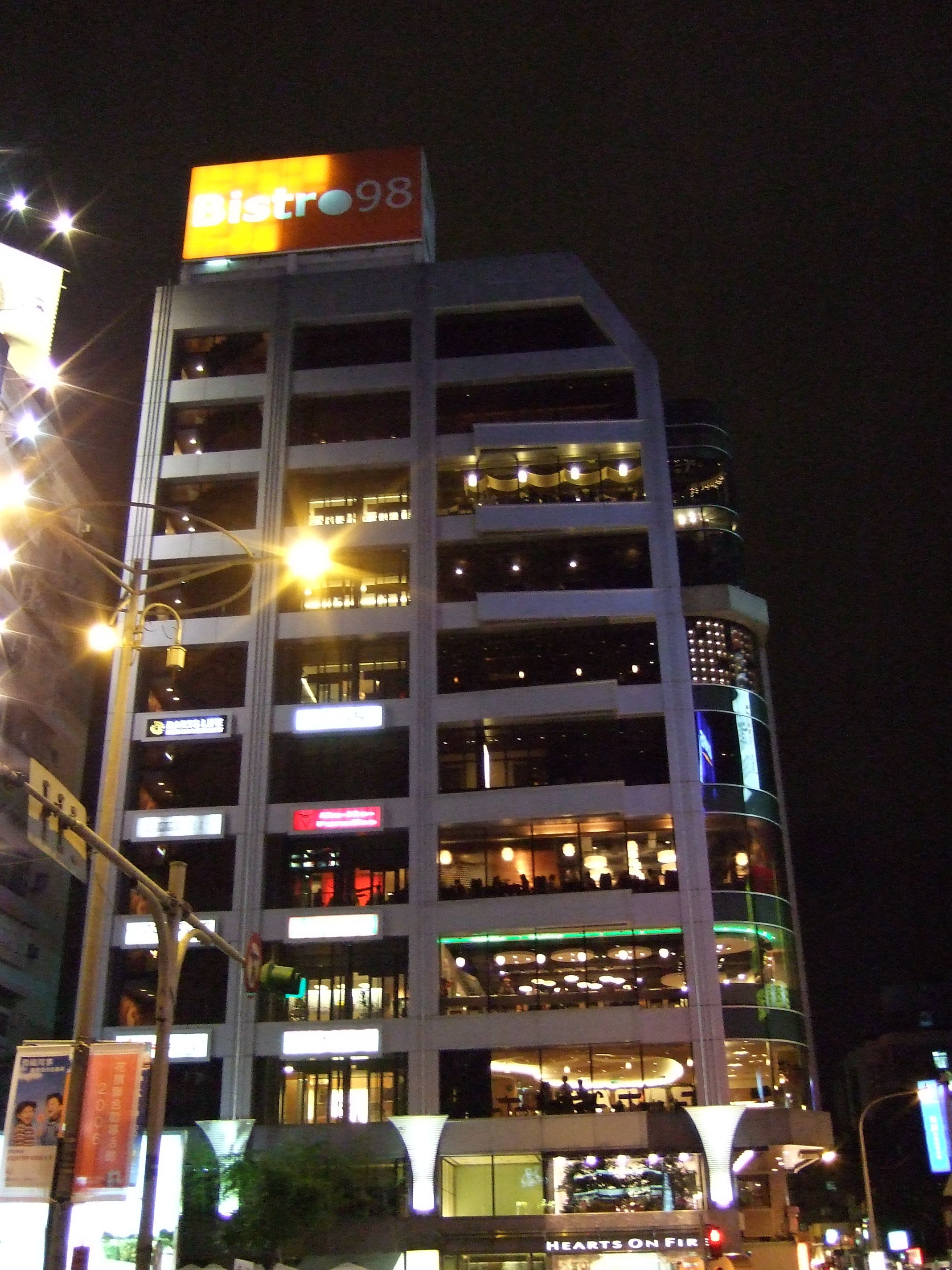
Bistro 98（現已拆除）

備註：下面列出的景點以東區商圈為定義範圍
- 遠東SOGO

臺北店忠孝館
臺北店敦化館
臺北店復興館
- 明曜百貨
- 統領廣場

- 香檳大樓

其地下室為頂好超級市場（後成為臺灣頂好超市的第一家店）所在地，以當時第一家機能完整的新式綜合超市而名聲大噪
- 頂好名店城

為臺北東區知名的商業大樓，內有美食店家及特色小店等，引領了周邊商圈的發展
- 東區161巷

位於敦化南路一段161巷，是知名文創公司，流行服飾品牌，和秘境咖啡店黑山咖啡的發源地
- 東區茶街

位於忠孝東路四段181巷7弄，聚集了多家兼營簡餐的泡沫紅茶店
- 東區地下街

- 216巷

全稱為忠孝東路四段216巷，和忠孝東路四段223巷直通。紅屋牛排在此巷內。此巷延伸出去的弄，還有許多形形色色的餐廳。
- 仁愛敦南圓環

位於仁愛路及敦化南路交叉口；為世界第二大的圓環，也常是元宵節時臺北市街道燈海佈置的中心點，附近也有許多的精品店。
- 阿波羅大廈

全盛時期有三十二家畫廊，至今仍有十家的規模
此外，主幹道以外巷弄中的住宅大樓，也常常將一樓出租給商家開設店鋪，形成很有特色的住商混合。由於租金較高，一個店面經常分割成更多的小店鋪，形成小商場這種特殊景觀。

## 影響
2012年台灣樂團八三夭第三張專輯《最後的8/31》中的歌曲〈東區東區〉，就是以東區商圈為主題。

## 外部連結
- 台北市東區商圈發展協會 （页面存档备份，存于）
- 東區商圈-臺北旅遊網 （页面存档备份，存于）
- 臺北市商業處-商圈介紹-東區(商圈) （页面存档备份，存于）
- 混東區的Facebook專頁